# Carlo Digilio
Carlo Digilio, surnommé Zio Otto (« oncle Otto », né à Rome le 7 mai 1937 et mort à Bergame le 12 décembre 2005, est un activiste et agent des services secrets italien. Il a appartenu à l'organisation Movimento Politico Ordine Nuovo. 
Arrêté dans le cadre de l'enquête sur l'attentat de la piazza Fontana, il collabore avec la justice. Il est condamné mais bénéficie de la prescription des faits. Il est également impliqué dans l'attentat de la place de la Loggia.

## Biographie
Né à Rome en 1937 , Carlo Digilio s’installe à Venise. Il s’inscrit à la faculté d’économie au début des années 1960 mais il ne termine pas ses études. Ce serait son service militaire, suivi de la mort de son père Michelangelo, militaire de carrière, dans un accident de voiture en 1967, qui l'auraient encouragé à rejoindre un réseau d'informateurs italiens lié à l'OTAN en Vénétie, connu sous le nom de code Hérodote. Ce réseau aurait été organisé dans le cadre d'un programme de recrutement d'éléments anticommunistes par la CIA et les services secrets italiens.

### Ordine Nuovo
Carlo Digilio rejoint la section de Vénétie du Movimento Politico Ordine Nuovo. Il aurait été l'expert en explosifs de la cellule de Padoue, dirigée par Franco Freda et Giovanni Ventura [réf. nécessaire] . Il aurait agi sous le pseudonyme d'Oncle Otto. Il est accusé, avec Martino Siciliano et Delfo Zorzi, d'être l'un des principaux exécutants du massacre de la Piazza Fontana du 12 décembre 1969. Il est jugé mais acquitté après une longue procédure judiciaire. Zorzi s'est exilé au Japon[réf. nécessaire].

### Après la dissolution du MPON
Après la dissolution du mouvement, il se met en contact avec d'autres groupes révolutionnaires. Il est brièvement arrêté à Venise en juin 1982 au cours de l'enquête sur le massacre de Bologne. Il travaille un moment comme gérant du Lido Shooting Range[réf. nécessaire]. 
Il quitte ensuite l'Italie pour Saint-Domingue. Il s'y marie et a une fille. Selon ses déclarations, il aurait continué alors à collaborer avec les services secrets américains, recrutant des exilés cubains hostiles au régime de Fidel Castro[réf. nécessaire]. Bien qu'il soit avéré que Digillo a collaboré avec la CIA[réf. nécessaire] , aucun lien entre le Movimento Politico Ordine Nuovo et les services américains n'a jamais été prouvé.

### Extradition et procès
En automne 1992, il est l'objet d'un mandat d'arrêt international. Il est alors arrêté et extradé en Italie. Son procès se conclut par une condamnation à dix ans de prison ferme. Il est considéré comme le premier repenti de l'extrême droite italienne. Il affirme avoir travaillé en collaboration avec notamment Delfo Zorzi, Carlo Maria Maggi et Franco Freda. En 1995, il est victime d'un accident vasculaire cérébral qui lui cause des problèmes de mémoire,ce qui rend ses accusations contre Zorzi peu fiables. Suivant ses accusations, c'est Delfo Zorzi, et non l’anarchiste Pietro Valpreda, qui aurait placé la bombe à la Banca Nazionale dell'Agricoltura, à la Piazza Fontana. Toujours suivant Digillo, Zorzi lui aurait confié avoir pu bénéficier de l'aide du « fils d'un directeur de banque ».
Zorzi est acquitté pour manque de preuves à la fois pour l'attentat de Piazza Fontana et pour celui de Piazza della Loggia, sa responsabilité n'étant reconnue que pour des attaques sans victimes comme celui de l'école slovène de Trieste [réf. nécessaire].
Carlo Digilio est le seul prévenu condamné pour l'attentat de Piazza Fontana. Il n'a pas fait appel contre la sentence, mais il a bénéficié de la prescription des faits. Son implication dans l'attentat de la piazza della Loggia serait néanmoins avérée [réf. nécessaire]. 
Il passe ses dernières années de repenti sous le nom de Mario Rossi. Il décède dans une maison de repos à Bergame à l'âge de 68 ans, le jour du 36e anniversaire du massacre de la Piazza Fontana, le 12 décembre 2005.